# Burakumin
Burakumin (部落民, ljudi iz zaseoka/sela, oni koji žive u zaseocima/selima) nekadašnja je skupina nedodirljivih ljudi na dnu tradicionalne društvene hijerarhije u Japanu. Riječ buraku (jap. 部落) označava zaselak, selo, dok nastavak min (jap. 民) označava ljude, naciju ili podanike te u izravnom prijevodu riječ burakumin znači ljudi iz zaseoka.
Burakumini su izvorno bili etnički Japanci sa zanimanjima koja su se smatrala kegare (穢れ, "oskvrnuće") tijekom japanske feudalne ere: krvnici, pogrebnici, radnici u klaonicama, mesari ili kožari. Burakumin je postao nasljedni status nedodirljivosti i neslužbena kasta u klasnom sustavu Tokugawa tijekom Edo-razdoblja. Burakumini su bili žrtve teške diskriminacije i ostrakizma u japanskom društvu te su živjeli kao izopćenici u svojim zasebnim selima ili getima. Status burakumina službeno je ukinut nakon revolucije Meiji 1868. godine, ali potomci burakumina od tada su se i dalje suočavali sa stigmatizacijom i diskriminacijom u Japanu.

## Povijest
Tijekom razdoblja Tokugawa glavno je društvo bilo podijeljeno u četiri skupine: samuraji, seljaci, obrtnici i trgovci, a međuodnos između ove četiri skupine bio je zabranjen. Međutim, bilo je mnogo onih koji su spadali izvan ovih glavnih kategorija, poput tisuće manjih svećenika koje su zapošljavali budistički hramovi i šintoistička svetišta te oni koji su radili kao sluge za samuraje ili trgovce. Oni koji su bili izvan glavnih kategorija bili su smatrani izopćenicima te su bili primorani baviti se točno određenim zanimanjima koja su se smatrala nečistima i nedodirljivima. Pučani su izbjegavali izravan kontakt s izopćenicima, a najopćenitiji argument koji se odnosi na podrijetlo vjerovanja da su izopćenici u Japanu zagađeni je onaj o budizmu i šintoizmu. U šintoizmu postoji vjerovanje da je meso životinja nečisto i nezadovoljno bogovima, a uzroci nečistoće također su bili povezani s bolestima, ranama, smrću i svim vrstama povezanih aktivnosti, dok je budističko učenje, koje naglašavalo suosjećanje sa svim bićima, zabranilo ubijanje bilo kojeg oblika životinjskog svijeta.
Unutar te skupine izopćenika postojala je podjela na nasljedne i nenasljedne. Nasljedna skupina nazivala se brojnim različitim imenima, ovisno o području, ali najčešće eta (jap. 穢多, označava oblinu prljavštinu.), no sami su preferirali naziv kawata (jap.革足) što se odnosilo na kožnu industriju kojom su se mnogi od njih bavili. Feudalni vladari izdali su naredbu da svi koji su eta moraju nositi skromniju odjeću od farmera, identificirajući ih po pravokutnim komadima tkanine pričvršćenim na odjeću, a kada su se približavali domu običnog stanovništva, morali su skinuti pokrivala za glavu i obuću prije nego što su ušli u dvorište. Nenasljedna je skupina bila poznata pod nazivom hinin (jap. 非人), odnosno ne-ljudi i sastojala se od izopćenika i osuđenika, kriminalaca, a mnogi od njih bili su prosjaci, zabavljači neke vrste ili su bili zaduženi za sklanjanje trupla životinja i skitnica. Koliko se nisko gledalo na one koji spadali u skupinu eta ili hinin govori i činjenica da su nekoć pripadnici ove skupine bili nazivani i drugim pogrdnim nazivima poput yottsu (jap. 四つ) – četiri, tj. četiri noge, čime se implicirala nečovječnost, animalnost ove grupe.
Nakon što je, zahvaljujući Restauraciji Meiji, feudalni kastni sustav u Japanu službeno bio okončan 1869., novoformirana vlada izdala je dekret nazvan senmin haishirei (jap. 賤民廃 止令), odnosno Edikt o ukidanju zanemarivih klasa čime su izopćenici trebali dobiti jednak pravni status. Međutim, dobili su i titulu shinheimin (jap. 新平民.), što u prijevodu znači novi pučanin, a čime se htjelo izravnati status i kaste, ali naslov je i dalje nosio oznaku različitosti na onima koji su bili označeni, a time su označeni još uvijek bili povezani sa svojom prošlošću. Kako je službena zabrana konzumiranja mesa stoke ukinuta 1871., mnogi su bivši izopćenici prešli na posao u klaonicama kao mesari jer, budući da ih se smatralo nečistima, bili su zapravo jedini prikladni za taj posao. Iako su statusi eto i hinin bili službeno ukinuti, to nije okončalo socijalnu diskriminaciju nad njima niti njihov niži životni standard budući da je japanska registracija obitelji donedavno bila vezana uz kućnu adresu predaka, a što je omogućavalo ljudima da utvrde pripadnost skupini burakumin.
Krajem 19. i početkom 20. stoljeća, zabrinutost oko burakumina porasla je među progresivnim misliocima, književnicima i socijalnim reformatorima te na primjer, 1880-ih i 90-ih objavljeno je nekoliko knjiga o proučavanju eta skupine, a slično tome, 1910-ih napisani su poznati romani i kritike o burakuminima i njihovom životu. Najvažniji zadatak koji su provodili burakumin aktivisti s početka dvadesetog stoljeća bio je stvaranje vlastite povijesti koja će uspostaviti mjesto za burakumin u nacionalnoj historiografiji.
Godine 1945., nakon poraza u Drugom svjetskom ratu, stvoren je novi ustav nihonkokukenpou (jap. 日本国憲法), osmišljen kako bi naglasio demokraciju i ljudska prava unutar kojih su svi ljudi jednaki prema zakonu. Glavni oblici diskriminacije bili su vezani uz brak i zapošljavanje, a jedan od najvećih skandala 1970-ih vezan je uz otkriće knjige u kojoj je objavljen popis svih buraku zajednica, koju su po prilično visokim cijenama nabavljali i pojedinci i tvrtke. Godine 1987. objavljena je ambiciozna, ali kontroverzna knjiga pod naslovom Zašto su Dowa zastrašujuće, autora Muichi Maekawa i Keiichi Fujita, a u knjizi je zaključeno je da je strah stvoren dijelom stvoren zbog neznanja, a dijelom i od nekih burakumina koji taj strah iskorištavaju za iznudu novca.

## Burakumin danas
Burakumin su, prema podacima Lige za oslobođenje buraku, najveća manjinska skupina u Japanu, ali unatoč tomu njihovo postojanje je u velikoj mjeri zanijekano, a diskriminacija, u kontekstu dominantnog narativa o homogenosti japanske populacije je često još vezana uz pojam burakumina. Većina zajednica burakumina nalazi se u Kansaiju, Kyushuu ili oko kopnenog mora pa su mnoge od njih daleko od političkog i diplomatskog središta Tokija, a također se nalaze daleko od kulturnih centara Japana.
Kada je u pitanju ideja o dokidanju diskriminacije burakumina, moguće je razlikovati dvije temeljne pozicije; prema jednoj, isticanje postojanja diskriminirane skupine kao distinktivne samo produbljuje njezin položaj, dok druga pozicija naglašava da negiranje postojanja skupine oduzima njezinim pripadnicima pravo na prepoznavanje pa se i diskriminacija nastavlja u širem društvenom kontekstu, a sami pripadnici burakumin zajednice priklanjaju se i jednoj i drugoj poziciji.